# جگن‌سانان
جگن‌سانان (Cyperales) یکی از راسته‌های گیاهان است.
جگن‌سانان راسته‌ای از تک‌لپه‌ای‌ها است با گل‌های کوچک و تخمدان دو یا سه‌برچه‌ای و تک‌حجره‌ای و تک‌تخمکی که یا خود بارورند یا گرده‌افشانی در آن‌ها به وسیله باد انجام می‌شود.